# Бабст Іван Кіндратович
Іва́н Кіндра́тович Бабст (нар. 20 жовтня 1823, Коротняк, Воронезька губернія, Російська імперія — пом. 6 липня 1881, Белавіно, Московська губернія, Російська імперія) — російський історик, економіст, публіцист.

## Життєпис
Закінчив гімназію в Ризі, потім Московський університет, учень Т. М. Грановського. Був учителем історії в Московському сирітському будинку (1847—1851), ад'юнктом, потім професором Казанського (1851—1857) і Московського (1857—1874) університетів. З 1867 року керуючий Московським купецьким банком.
На початку наукової діяльності займався проблемами світової історії. В подальшому написав ряд праць з політичної економії, фінансів, торгівлі, економічної географії Росії, а також праця «Про українські ярмарки» (журнал «Атеней», 1858).
Вважав, що кріпацтво і феодальні обмеження в промисловості суперечать економічним законам розвитку суспільства, захищав інтереси торговельно-промислової і фінансової буржуазії.